# 篠山半太
篠山 半太（しのやま はんた）は、日本の小説家。2012年6月、『君が衛生兵で歩兵が俺で』（スマッシュ文庫）でデビューした。作品発表当初は「現役自衛隊員」という売り文句で宣伝されていたが、出版時には「予備自衛官」と改められた。

## 作品リスト
単行本
- 君が衛生兵で歩兵が俺で（2012年6月、単刊、イラスト：西出ケンゴロー、スマッシュ文庫）

電子書籍
- 四月は雪融けの国（2014年2月、単刊、イラスト：水野智之、はやぶさ書房、Amazon.com）
- ナイト＝ゴーント/杉原たかねの追憶（2016年12月、単刊、イラスト：倦怠類、はやぶさ書房、Amazon.com）